# Джона Гекс (фільм)
«Джона Гекс» (англ. Jonah Hex) — американський фантастичний бойовик режисера Джиммі Гейворда, що вийшов 2010 року. У головних ролях Джош Бролін і Меган Фокс.
Сценаристами були Марк Невелдін і Браян Тейлор, продюсерами — Аківа Ґолдсман, Ендрю Лазар та інші. Вперше фільм продемонстрували 17 червня 2010 року у Голлівуді, США. В Україні у кінопрокаті прем'єра фільму відбулась 12 серпня 2010.

## Сюжет
| В кінці XIX століття мисливець за головами Джона Гекс вистежує Квентіна Тернбулла, шамана вуду, який хоче очистити Південь конфедератів за допомогою армії мертвих[8]. |

## У ролях
| Актор              | Персонаж                                      | Роль                                |
| ------------------ | --------------------------------------------- | ----------------------------------- |
| Джош Бролін        | Джона Гекс англ. Jonah Hex                    | мисливець за головами               |
| Джон Малкович      | Квентін Тернбулл англ. Quentin Turnbull       | шаман Вуду                          |
| Меган Фокс         | Ліла англ. Lilah                              | проститутка, любовний інтерес Джона |
| Майкл Фассбендер   | Берк англ. Burke                              | ірландський найманець               |
| Вілл Арнетт        | лейтенант Ґрасс англ. Lieutenant Grass        |                                     |
| Майкл Шеннон       | доктор Кросс Вільямс англ. Doc Cross Williams | ватажок цирку гладіаторів           |
| Веслі Бентлі       | Адлеман Ласк англ. Adleman Lusk               | корумпований політик                |
| Ейдан Квінн        | Улісс Грант англ. Ulysses S. Grant            | 18-й президент США                  |
| Ленс Реддік        | Сміт англ. Adleman Lusk                       | постачальник зброї для Джона        |
| Джулія Джонс       | Кессі англ. Cassie                            |                                     |
| Джеффрі Дін Морган | Джеб Турнбул англ. Jeb Turnbull               |                                     |
| Дж. Д. Евермор     |                                               | офіцер                              |

## Сприйняття

### Критика
Фільм отримав здебільшого негативні відгуки: Rotten Tomatoes дав оцінку 12 % на основі 153 відгуків від критиків (середня оцінка 3.6/10) і 20 % від глядачів із середньою оцінкою 2.3/5 (170,133 голосів). Загалом на сайті фільм має негативний рейтинг, фільму зарахований «гнилий помідор» від кінокритиків і «розсипаний попкорн» від глядачів, Internet Movie Database — 4,7/10 (56,154 голосів), Metacritic — 33/100 (32 відгуки критиків) і 3,9/10 від глядачів (159 голосів). Загалом на цьому ресурсі і від критиків, і від глядачів, фільм отримав негативні відгуки.

### Касові збори
Під час показу у США протягом першого тижня фільм був продемонстрований у 2825 кінотеатрах і зібрав 5,379,365 $, що на той час дозволило йому зайняти 7 місце серед усіх прем'єр. Показ фільму протривав 56 днів (8 тижнів) і завершився 12 серпня 2010 року. За цей час фільм зібрав у прокаті у США 10,547,117  доларів США, а у решті світу 356,195 $ (за іншими даними 475,579 $), тобто загалом 10,903,312 $ (за іншими даними 11,022,696 $) при бюджеті 47 млн $.

### Нагороди і номінації[11]
| Рік  | Нагорода                           | Категорія                 | Номінант               | Результат |
| ---- | ---------------------------------- | ------------------------- | ---------------------- | --------- |
| 2010 | Alliance of Women Film Journalists | Нагорода залу ганьби AWFJ | стрічка                | Номінація |
| 2011 | Золота малина                      | Найгірша екранна пара     | Джош Бролін Меган Фокс | Номінація |
| 2011 | Золота малина                      | Найгірша актриса          | Меган Фокс             | Номінація |

### Виноски
1. 1 2  Jonah Hex: Release Info (англ.). Internet Movie Database. Архів оригіналу за 21 квітня 2015. Процитовано 24 жовтня 2014.
2. 1 2  Джона Хекс (рос.). КиноПоиск. Архів оригіналу за 24 жовтня 2014. Процитовано 24 жовтня 2014.
3. 1 2 3  Jonah Hex (англ.). Internet Movie Database. Архів оригіналу за 28 жовтня 2014. Процитовано 24 жовтня 2014.
4. 1 2 3 4  Jonah Hex (англ.). Box Office Mojo. Архів оригіналу за 30 березня 2012. Процитовано 24 жовтня 2014.
5. 1 2 3 4  Jonah Hex (англ.). The Numbers. Архів оригіналу за 24 серпня 2014. Процитовано 24 жовтня 2014.
6. ↑  Jonah Hex (англ.). AllMovie. Архів оригіналу за 31 серпня 2015. Процитовано 24 жовтня 2014.
7. ↑  Jonah Hex: Full Cast & Crew (англ.). Internet Movie Database. Архів оригіналу за 21 квітня 2015. Процитовано 24 жовтня 2014.
8. ↑  Джона Гекс. Kino-teatr.ua. Архів оригіналу за 5 березня 2016. Процитовано 24 жовтня 2014.
9. ↑  Jonah Hex (англ.). Rotten Tomatoes. Архів оригіналу за 16 липня 2021. Процитовано 10 червня 2021.
10. ↑  Jonah Hex (англ.). Metacritic. Архів оригіналу за 15 грудня 2014. Процитовано 24 жовтня 2014.
11. ↑  Jonah Hex: Awards (англ.). Internet Movie Database. Архів оригіналу за 21 квітня 2015. Процитовано 24 жовтня 2014.